# Tetrathemis fraseri
Tetrathemis fraseri är en trollsländeart som beskrevs av Legrand 1977. Tetrathemis fraseri ingår i släktet Tetrathemis och familjen segeltrollsländor. Inga underarter finns listade i Catalogue of Life.
Denna trollslända förekommer i centrala Afrika i Gabon, Kongo-Brazzaville, Kongo-Kinshasa och norra Angola. Den lever i regnskogar och i våtmarker.
Skogsröjningar hotar beståndet. Hela populationen antas vara stor. IUCN listar arten som livskraftig (LC).